# Amphicyon
Amphicyon ("perro ambiguo") es un género extinto de grandes mamíferos carnívoros, de la familia Amphicyonidae, conocidos popularmente como perros-oso, que vivió desde el Burdigaliense hasta finales del Plioceno. Se distribuyeron en América del Norte, Europa, Asia y África desde hace 16.9 a 2.6 millones de años, existiendo aproximadamente 14.3 millones de años.

## Morfología

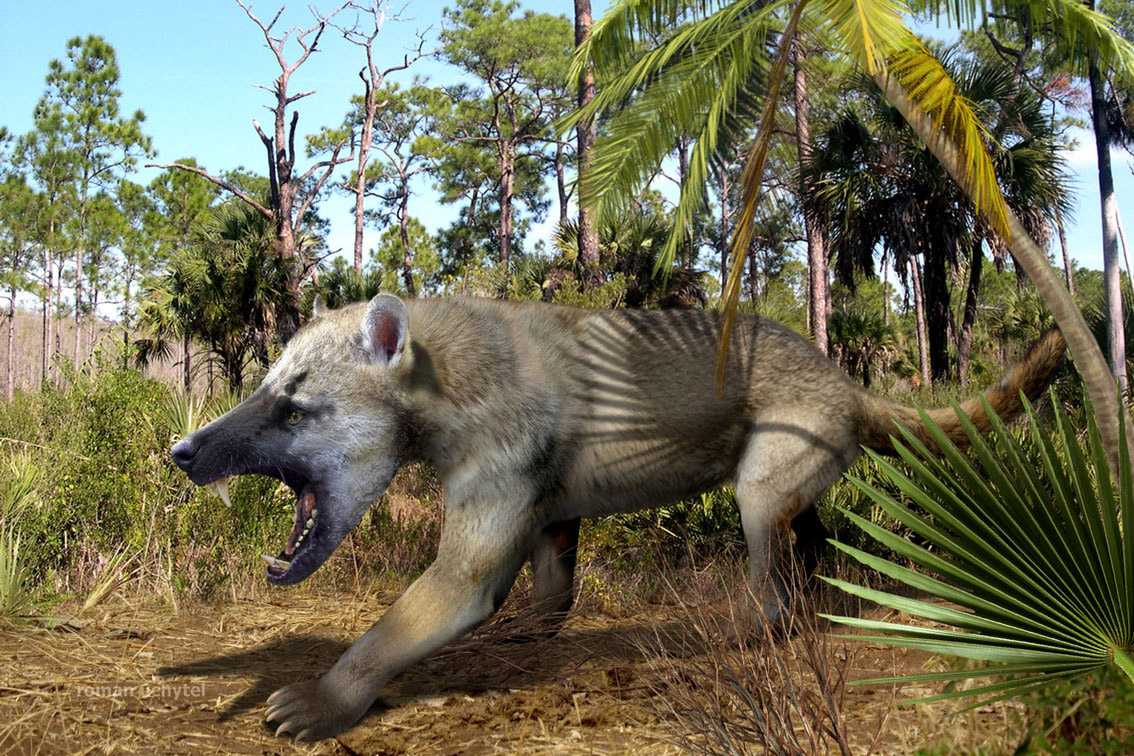
Restauración de A. ingens

Amphicyon era el típico anficiónido con una morfología similar a la de los osos y los perros. Con su constitución robusta y longitud máxima de 2.5 metros, la especie más grande se parecía más a un oso que a un perro. Tenía una cola grande y pesada, cuello grueso, extremidades robustas y dientes como un lobo. Probablemente era un omnívoro con un estilo de vida comparable a la del oso pardo.
Se estima que A. major tenía una masa corporal de 630 kilogramos, mientras que A. ingens se ha estimado en alrededor de 600 kilogramos lo que lo convierte en uno de los anficiónidos más grandes conocidos. 

## Comportamiento
Se cree que Amphicyon fue un omnívoro, pero tendía a comer más carne que las plantas u otros alimentos. Se cree ampliamente que Amphicyon vivía solo, a diferencia de los lobos. Se cree que apuntó a presas grandes lentas o lesionadas como el Chalicotherium para alimentar su gran apetito.

## Distribución fósil
Las primeras ocurrencias de Amphicyon en América del Norte son desde principios hasta mediados del Mioceno, que se encuentran en la Formación Runningwater en el Condado de Sioux, Nebraska, y en la parte inferior de la Formación Troublesome, Colorado (A. galushai, A. frendens y A ingens). Aunque otros grandes anficiónidos del Mioceno de América del Norte se han colocado en Amphicyon, muchos de estos carnívoros ahora se encuentran en otros géneros de anficiónidos. El linaje Amphicyon en el Nuevo Mundo está restringido a las tres especies anteriores (18.8–14.2 millones de años). Se han encontrado muestras de las grandes especies norteamericanas de Amphicyon en la Formación Sheep Creek (A. frendens) y la Formación Olcott (A. ingens) del condado central de Sioux, noroeste de Nebraska. Amphicyon también se ha encontrado en Francia y España en Europa.

## Especies

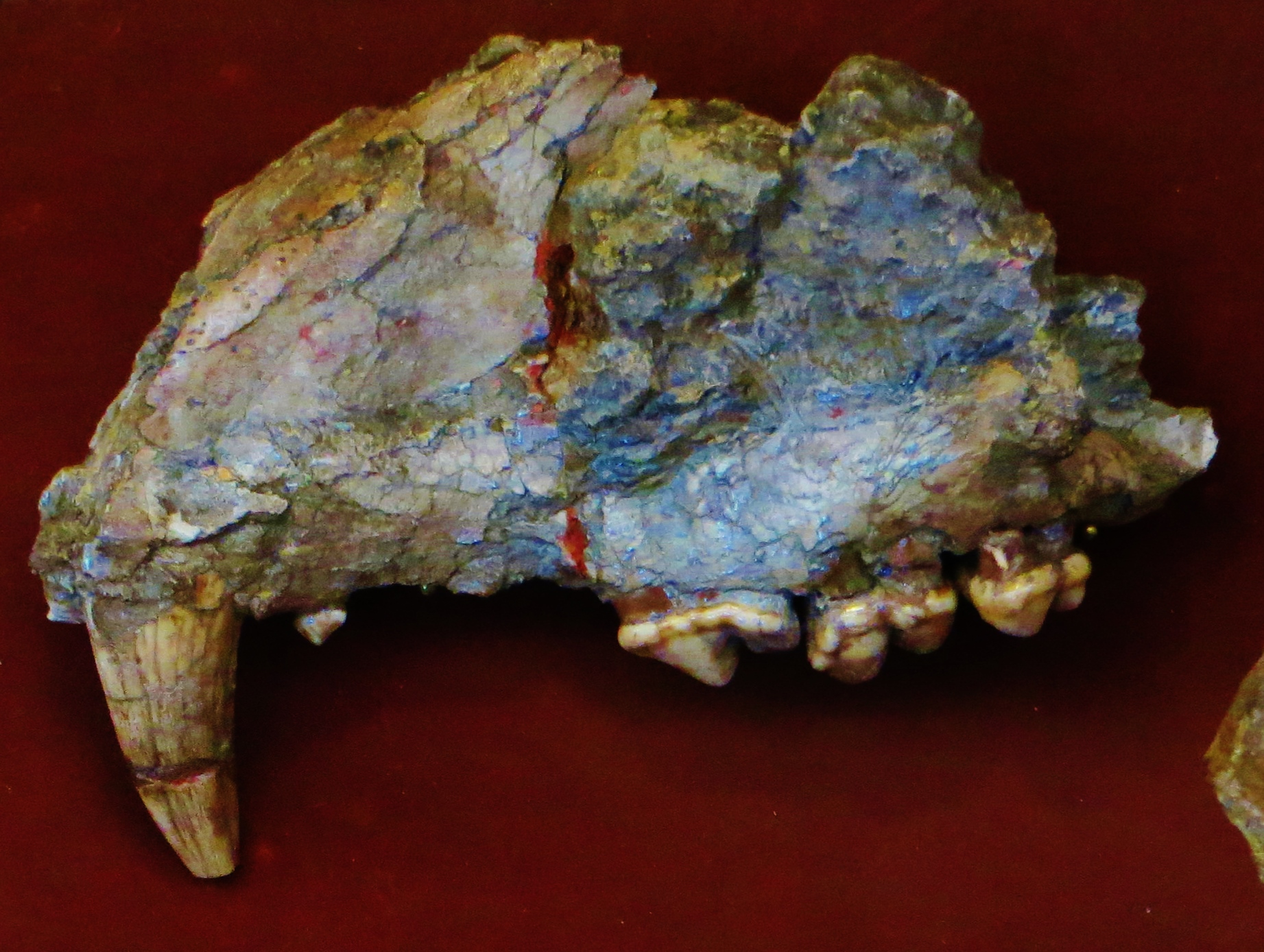
Mandíbula de A. major

Amphicyon major vivió aproximadamente desde hace 9.0 millones a 7.9 millones de años Se han encontrado especímenes en toda Europa y en el oeste de Turquía. La especie fue nombrada por De Blainville en 1841. A. major era de gran tamaño, comparable a un león o tigre moderno. La masa estimada de A. major es de alrededor de 180 kg con las medidas derivadas de huesos de extremidades y mediciones craneodentales.

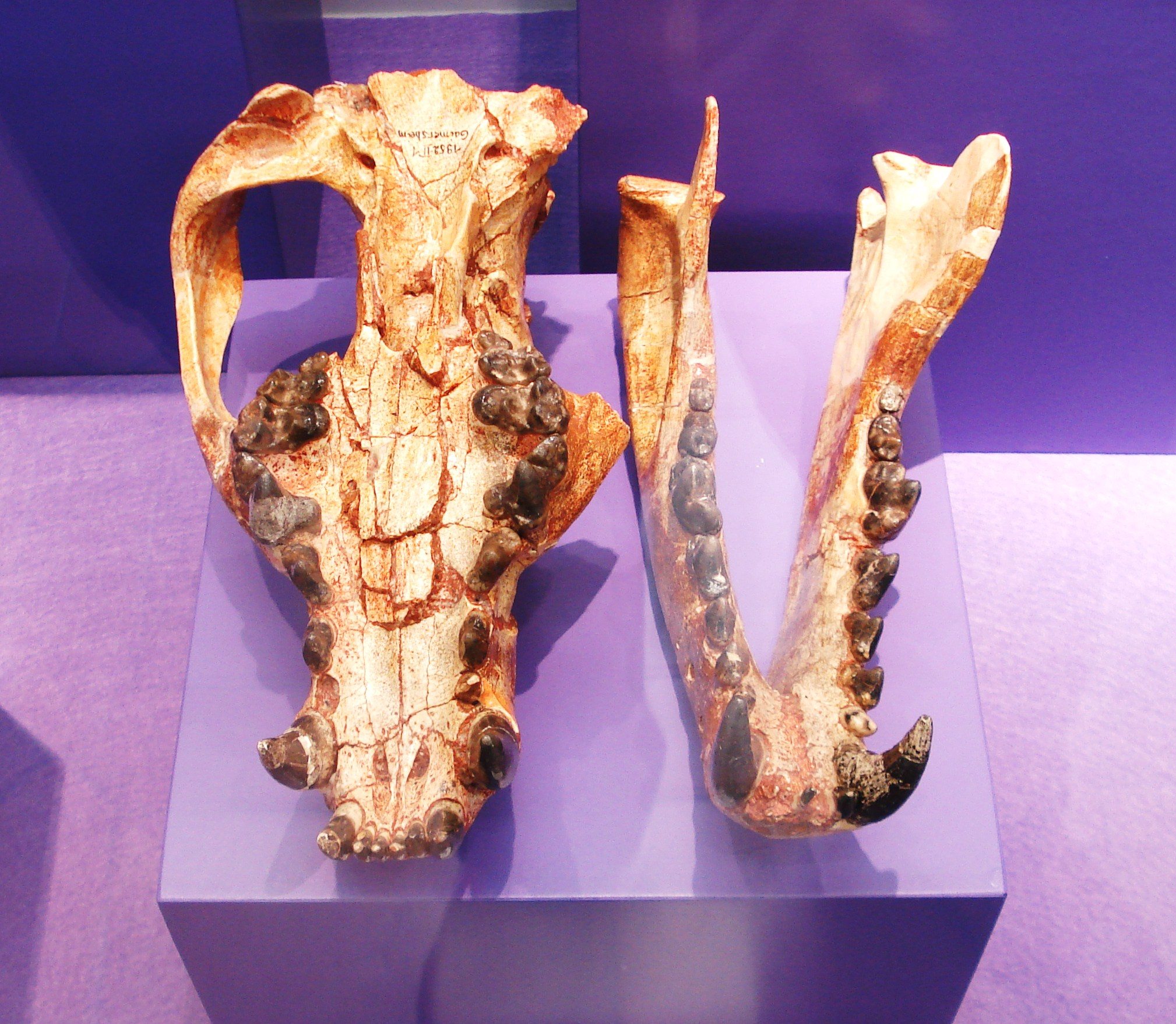
Mandíbulas, Museo Paleontológico de Alemania

Amphicyon giganteus era una especie europea que vivió desde principios del Burdigaliense hasta principios del Langhiense, aproximadamente desde 20.4 a 15.9 millones de años, con posible material de Namibia. La especie fue descrita por primera vez en 1884 por Kaup. En Portugal se encontró una muestra de Iberotherium rexmanueli zbyszewskii con marcas de dientes de A. giganteus. Se desconoce si el joven Iberotherium fue atacado o si el cadáver fue encontrado y hurgado. El hallazgo fue descrito por los paleontólogos Antunesa et al. en 2006.
Amphicyon galushai representa la primera aparición de Amphicyon en América del Norte, vivió hace aproximadamente 18.8 a 17.5 millones de años durante principios del Hemingfordiense. Descrito por Robert M. Hunt Jr. en 2003, es conocido principalmente por los fósiles encontrados en la Formación Runningwater del oeste de Nebraska, un cráneo adulto completo, un cráneo juvenil parcial, 3 mandíbulas y dientes y elementos postcraneales que representan al menos 15 individuos. Además, hay un fragmento de cráneo de la Formación Troublesome de Colorado. Se considera ancestro de la especie A. frendens. 
Amphicyon frendens vivió durante finales del Hemingfordiense, hace 17.5 a 15.9 millones de años, la especie fue descrita originalmente por W. Matthew en 1924 a partir de especímenes encontrados en la Formación Sheep Creek, Condado de Sioux, Nebraska. Desde entonces, se han encontrado especímenes de A. frendens en sitios en los condados de Harney y Malheur, Oregón. Un espécimen examinado por S. Legendre y C. Roth en 1988 arrojó una masa corporal estimada de 135.6 kilogramos similar a la de Ischyrocyon, Amphicyon galushai y su competidor, Epicyon, con el que coexistían.
Amphicyon ingens vivió durante la principios y mediados del Barstoviense, hace 15.8 a 14.0 millones de años. La especie fue descrita originalmente por W. Matthew en 1924 a partir de especímenes encontrados en la Formación Olcott, Condado de Sioux, Nebraska. Desde entonces se han encontrado especímenes atribuidos a esta especie en California, Colorado y Nuevo México.
Amphicyon palaeindicus es conocido de las Colinas Bugti en Pakistán. Fue descrito por primera vez por Richard Lydekker en 1876. La edad exacta de los sitios fósiles de los que se recuperó no está clara, aunque parecen variar desde el Oligoceno tardío hasta el Mioceno tardío. Su estado como especie real no está claro, ya que casi todos los restos atribuidos a Amphicyon en la región han sido atribuidos a esta especie.
Amphicyon lydekkeri se conoce de Dhok Pathan en Pakistán. Fue originalmente descrito por Pilgrim en 1910 y atribuido a su propio género, Arctamphicyon. Sin embargo, las diferencias entre "Arctamphicyon" y Amphicyon pueden ser en última instancia insignificantes, y es muy probable que sea parte del género.